# Corte Interamericana de Direitos Humanos
A Corte Interamericana de Direitos Humanos (Corte IDH) é um órgão judicial autônomo que tem sede em San José, Costa Rica, composta por sete juízes nacionais dos Estados membros da Organização dos Estados Americanos, cujo propósito é aplicar e interpretar a Convenção Americana sobre Direitos Humanos ou outros tratados concernentes à proteção dos direitos humanos nos Estados americanos. Faz parte do chamado Sistema Interamericano de Proteção aos Direitos Humanos.
Os idiomas oficiais da Corte são os mesmos adotados pela OEA, quais sejam o espanhol, português, inglês e o francês. Os idiomas de trabalho são aqueles que decida a Corte a cada ano. Não obstante, para um caso específico, pode-se adotar também como idioma de trabalho aquele de uma das partes, sempre que este seja a língua oficial desta.

## Funções
De acordo com a Convenção Americana sobre Direitos Humanos, a Corte IDH exerce competência contenciosa e consultiva.

### Competência contenciosa
A Corte tem competência litigiosa para conhecer de qualquer caso relativo à interpretação e à aplicação das disposições da Convenção Americana sobre Direitos Humanos a que lhe seja submetida apreciação, sempre que os Estados signatários reconheçam esta competência, por declaração ou convenções especiais.
Basicamente, conhece dos casos em que se alegue que um dos Estados-membros tenha violado um direito ou liberdade protegido pela Convenção, sendo necessário que se tenham esgotados os procedimentos previstos nesta.
As pessoas, grupos ou entidades que não sejam o Estado, não têm capacidade de impetrar casos junto à Corte, mas podem recorrer à Comissão Interamericana de Direitos Humanos. A Comissão pode, então, levar os assuntos diante desta, sempre que o Estado questionado haja reconhecido sua competência. Em todos os casos, a Comissão deve comparecer em todos os casos apreciados pela Corte.
O procedimento junto à Corte é de caráter contraditório. De acordo com o artigo 67 da Convenção Americana sobre Direitos Humanos, a sentença judicial motivada da corte será obrigatória, definitiva e inapelável. Se a decisão não expressar, no todo ou parcialmente, a opinião unânime dos juízes, qualquer destes tem direito a que se junte sua opinião dissidente ou individual.
Em caso de desacordo sobre o sentido ou alcance da decisão, a Corte interpretá-la-á por solicitação de qualquer das partes, sempre que esta solicitação seja apresentada dentro de noventa dias a partir da notificação da sentença.

### Competência consultiva
Os Estados-membros da OEA podem consultar a Corte acerca da interpretação da Convenção Americana sobre Direitos Humanos ou de outros tratados concernentes à proteção dos Direitos Humanos no âmbito dos Estados americanos. Além disso, podem consultá-la, dentro da sua competência, também os órgãos da Organização dos Estados Americanos.
Pode a Corte, ainda, a pedido de um Estado-membro da OEA, emitir parecer sobre a compatibilidade entre qualquer de suas leis internas e os mencionados tratados internacionais.

## Composição
A Corte é composta por sete juízes, naturais dos Estados-membros da OEA, eleitos a título pessoal entre juristas da mais elevada autoridade moral, de reconhecida competência em matéria de Direitos Humanos, que reúnam as condições requeridas para o exercício das mais elevadas funções judiciais conforme da lei do país do qual seja nacional ou do Estado que lhe proponha a candidatura. Não pode haver mais de um juiz da mesma nacionalidade.
Os membros da Corte são eleitos por seis anos e só podem ser reeleitos uma vez.
Em janeiro de 2023, a composição da Corte era (em ordem de precedência, estabelecida pelo art. 13 do Estatuto da Corte):
- Juiz Ricardo César Pérez Manrique, Presidente (Uruguai)
- Juiz Humberto Antonio Sierra Porto, Vice-Presidente (Colômbia)
- Juiz Eduardo Ferrer Mac-Gregor Poisot (México)
- Juíza Nancy Hernández López (Costa Rica)
- Juíza Verónica Gómez (Argentina)
- Juíza Patricia Pérez Goldberg (Chile)
- Juiz Rodrigo Mudrovitsch (Brasil)

### Brasileiros na Corte
O jurista Antônio Augusto Cançado Trindade, ex-juiz da Corte Internacional de Justiça, foi o representante do Brasil de 1995 a 2006, tendo ocupado a presidência por duas vezes (1999-2001 e 2002-2003).
O segundo brasileiro ocupando assento na Corte foi o juiz Roberto de Figueiredo Caldas, que tomou posse em fevereiro de 2013, tendo sido Presidente da Corte IDH até maio de 2018. Porém, Roberto de Figueiredo viria a renunciar ao cargo após denúncias a seu respeito sobre violência doméstica e assédio sexual, assumindo assim o vice, o mexicano Eduardo Ferrer Mac-Gregor Poisot.
Em fevereiro de 2022, tomou posse como juiz o jurista Rodrigo Mudrovitsch, sendo o terceiro brasileiro a compor a Corte.

## Casos contra o Estado brasileiro na Corte IDH
O Brasil conta com 9 (nove) casos julgados e 1 (um) em tramitação perante a Corte:
- Empregados da Fábrica de Fogos de Santo Antônio De Jesus e seus familiares, Brasil. Caso 12.428. Data: 19 de setembro de 2018 (em tramitação);
- Vladimir Herzog e Outros, Brasil. Caso 12.879. Data: 22 de abril de 2016;
- Povo Indígena Xucuru e seus membros, Brasil. Caso 12.728 Data: 16 de março 2016;
- Cosme Rosa Genoveva, Evandro de Oliveira e outros (Favela Nova Brasília), Brasil. Caso 11.566. Data: 19 de maio 2015;
- Trabalhadores da Fazenda Brasil Verde, Brasil. Caso 12.066; Data: 6 de março de 2015;
- Gomes Lund e outros ("Guerrilha do Araguaia"), Brasil. Caso 11.552. 26 de março de 2009;
- Sétimo Garibaldi, Brasil. Caso 12.478. 24 de dezembro de 2007;
- Arley José Escher e Outros, Brasil. Caso 12.353. 20 de dezembro de 2007;
- Gilson Nogueira de Carvalho, Brasil. Caso 12.058. 13 de janeiro de 2005;[7]
- Damião Ximenes Lopes, Brasil. Caso 12.237. 1 de outubro de 2004.